# Papias
Papias (også Papias af Hierapolis, Papias Hierapolitanus ) blev født år 60/70 og døde 130/140. Han tilhørte den generation, der havde "lyttet til apostlerne" og var en samtidig og ven af Polykarp af Smyrna. I opvæksten kan han i år 80 have oplevet henrettelsen af apostelen Filip i Hierapolis. Papias må være kommet fra en lokal familie, da navnet Papias var udbredt i regionen.
Han blev biskop af Hierapolis i Frygien og helgen med festdag 22. februar. Han regnes tillige som en af de apostolske fædre.

## Forfatterskab
Sammen med Irenæus og Polykarp blev Papias betragtet som discipel af presbyteren Johannes (ikke apostelen Johannes), måske også som hans skriver. Den overlevering kan skyldes, at Papias samlede citater fra og overleveringer om Jesus, og udgav dem i Udlægninger af Herrens ord i fem bind omkring år 130. Papias giver oplysninger om tilblivelsen af Markus- og Matthæusevangelierne, men ser ikke ud til at have kendt de andre evangelier eller Paulus' breve.
Desværre er kun fragmenter bevaret i værker af Irenæus af Lyon og Eusebius af Cæsarea. Irenæus hævder, at Papias "lyttede til evangelisten Johannes", og det gentages i 2001-udgaven af Martyrologium Romanum. Men Eusebius gør det klart, at Papias "aldrig hørte eller så de hellige apostler, men fortæller, at han lærte troens væsentligheder fra deres tidligere elever". Eusebius kritiserer også Papias for at virke som "en mand med meget lidt intelligens, efter hans bøger at dømme", men for eftertiden er de alligevel vigtige for historien om evangeliernes tilblivelse. Eusebius kritiserer videre Papias for hans tro på Chiliasmus, det messianske Tusindårsriges snarlige komme.
De få bevarede fragmenter fra hans værker omfatter udtalelser af Jesus, der ikke kendes fra evangelierne, og en bizar beretning om Judas Iskariots skæbne. Andre stærkt omdiskuterede bidrag er påstanden om, at Matthæusevangeliet oprindeligt var skrevet på hebraisk og derefter oversat til græsk, og at Peter var hovedkilden til Markusevangeliet.
Ligesom Polykarp afviste Papias Markions lære om at Det gamle testamentes strenge gud ikke kan være den samme som Jesu Kristi far, og udelukkede ham fra sin menighed.

### Papias' version af Judas Iskariots skæbne
Judas vandrede rundt i verden som et frygteligt eksempel på ugudelighed: Hans krop svulmede op [πρηςθὲις] så voldsomt, at han ikke klarede at klemme sig gennem et sted, hvor en vogn nemt kunne
passere, ja, det lykkedes knapt for hans opsvulmede [ὄγκον] hoved alene. Hans øjenlåg svulmede op [ἐξο-ιδῆσαι] sådan, at han ikke engang kunne se lyset. Selv ikke en læge med et optisk instrument kunne se hans øjne, så dybt lå de indsunket under overfladen. Hans kønsdele var større og mere frastødende end alt, der er hæsligt, og selv når han måtte træde af på naturens vegne, løb det ud til hans vanære, pus og orme, der strømmede fra hele hans krop. Efter mange plager og straffelidelse døde han, fortæller de, på en ager, der var hans egen. Ageren har ligget øde og ubeboet til denne dag på grund af stanken. Ja, selv i dag kan ingen passere det sted uden at holde sig for næsen. Så meget grimt var der væltet ud af hans krop og spredt ud over jorden.